# Paolo Frangipane
Paolo Daniel Frangipane (Buenos Aires, Argentina, 11 de julio de 1979) es un exfutbolista argentino que jugaba de mediocampista. Desarrolló su carrera en diversas categorías profesionales de su país, pero también jugó en el fútbol de Colombia, Chile, Rumania, Grecia e Indonesia.

## Clubes
| Club                        | País      | Año         |
| --------------------------- | --------- | ----------- |
| Deportivo Español           | Argentina | 1996 - 2000 |
| Tigre                       | Argentina | 2000 - 2002 |
| Los Andes                   | Argentina | 2002 - 2003 |
| Gimnasia y Esgrima de Jujuy | Argentina | 2003 - 2004 |
| Huracán de Tres Arroyos     | Argentina | 2004 - 2005 |
| Belgrano                    | Argentina | 2005 - 2006 |
| Deportivo Cali              | Colombia  | 2007 - 2008 |
| Belgrano                    | Argentina | 2008        |
| CFR Cluj                    | Rumania   | 2009        |
| Aldosivi                    | Argentina | 2009 - 2010 |
| Olympiakos Volou            | Grecia    | 2010        |
| Huachipato                  | Chile     | 2011        |
| Deportes Tolima             | Colombia  | 2012        |
| Mitra Kukar                 | Indonesia | 2012 - 2013 |
| Deportivo Español           | Argentina | 2014        |
| Camioneros                  | Argentina | 2014        |
| SATSAID                     | Argentina | 2015 - 2019 |

## Palmarés

### Campeonatos nacionales
| Título          | Club     | País    | Año     |
| --------------- | -------- | ------- | ------- |
| Copa de Rumania | CFR Cluj | Rumania | 2008-09 |

### Distinciones individuales
| Distinción                | Año  |
| ------------------------- | ---- |
| Goleador de la Copa Chile | 2011 |